# Regina Podstanická
Regina Podstanická (Látky, 25 marzo 1928 – Žilina, 20 novembre 2000) è stata un'astronoma cecoslovacca con cittadinanza slovacca.
Dopo essersi diplomata nel 1947 al liceo di Banská Bystrica, studia fisica alla facoltà di scienze dell'Università Comenio di Bratislava laureandosi nel 1952. Nel periodo 1952-1956 è stata ricercatrice all'Istituto di Astronomia di Bratislava lavorando all'Osservatorio astronomico di Skalnaté Pleso. Successivamente è stata docente di fisica a Zvolen fino al 1961. Infine ha insegnato all'Accademia dei trasporti di Žilina fino al 1992. 
Il Minor Planet Center le accredita la scoperta dell'asteroide 1989 Tatry effettuata il 20 marzo 1955 in collaborazione con Alois Paroubek.